# Larry Cipa
Larry Cipa (ur. 5 października 1951 w Detroit) – amerykański futbolista, były rozgrywający w futbolu amerykańskim. W latach 1971–1973 grał w futbol akademicki w klubie Michigan Wolverines, a w latach 1974–1975 w zawodowy futbol amerykański w New Orleans Saints.

## Życiorys
Urodził się w Detroit w stanie Michigan. Uczęszczał do szkoły średniej Arcybiskupa McNicholasa w Cincinnati w stanie Ohio, a następnie, po ukończeniu szkoły, wstąpił na uniwersytet Michigan.
Cipa grał na pozycji rozgrywającego w drużynie futbolu akademickiego Michigan Wolverines w latach 1971-1973. W latach 1972 i 1973 był asystującym graczem Dennisa Franklina, rozpoczynając tylko jeden mecz na pozycji rozgrywającego. W Michigan Cipa występował w 19 meczach i wykonał 24 z 71 podań na 360 jardów, pięć przejęć i trzy przyłożenia.
Cipa został wybrany przez New Orleans Saints w 15. rundzie sezonu NFL 1974. Grał dla Świętych w latach 1974-1975, występując w 28 meczach, z których osiem razy wyszedł w wyjściowym składzie. W swoim pierwszym meczu jako rozgrywający pojawił się w grudniu 1974 r. po kontuzjach Archiego Manninga i Bobby’ego Scotta.
W lipcu 1976 roku został sprzedany do Tampa Bay Buccaneers. Niespełna tydzień później Buccaneers zwolnili go z powodu zapalenia stawów w kolanach.